# Rhinospathe
Rhinospathe är ett släkte av skalbaggar. Rhinospathe ingår i familjen vivlar.
Kladogram enligt Catalogue of Life:
| Rhinospathe | \| \| Rhinospathe albomarginata \| \| \| \| \| \| Rhinospathe albomarginatus \| \| \| \| \| \| Rhinospathe v-album \| \| \| \| |
|             | \| \| Rhinospathe albomarginata \| \| \| \| \| \| Rhinospathe albomarginatus \| \| \| \| \| \| Rhinospathe v-album \| \| \| \| |
|             | Rhinospathe albomarginata |
|             | |
|             | Rhinospathe albomarginatus |
|             | |
|             | Rhinospathe v-album |
|             | |